# Лориобразные
Лориобра́зные (лат. Lorisiformes) — инфраотряд приматов из подотряда полуобезьян. Живут в Африке и Азии.

## Описание
Этот инфраотряд включает семейства галаговых и лориевых. Будучи мокроносыми приматами, они родственны лемурообразным и руконожковым. В данный момент не выяснено, является ли единственный вид руконожковых ай-ай более близким к лемурам, или же он представляет древний таксон, от которого позже произошли лемурообразные и лориобразные.
Древнейшими представителями лориобразных считаются сахарагалаго (Saharagalago, галаговые) и каранисия (Karanisia, лориевые), найденные в Файюме, в эоценовых отложениях возрастом 40 млн лет.
Оценка времени разделения лориобразных и лемурообразных колеблется от консервативных 50—53 млн лет назад до 80 млн л. н. Оценки времени разделения лориобразных на лориевых и галаговых лежат в пределах от 40 млн л. н. до ~70 млн л. н.

## Кладограмма
Положение лориобразных в генеалогическом древе приматов отмечено в следующей кладограмме:
```
Приматы
 (Primates)
  ├──
Обезьяны
 (Haplorhini)
  |    ├──
Simiiformes

  |    └──
Долгопятообразные
 (Tarsiiformes)
  └──
Полуобезьяны
 (Strepsirrhini)
       ├──
Лориобразные
 (Lorisiformes)
       └──
Лемурообразные
 (Lemuriformes)
```